# Байракатуба
Байракатуба (баш. Бәйрәкәтүбә) — деревня в Туймазинском районе Республики Башкортостан Российской Федерации. Входит в состав Ильчимбетовского сельсовета. 
Название происходит от названия местности Бәйрәкәтүбә.

## География

### Географическое положение
Расстояние до:
- районного центра (Туймазы): 15 км,
- центра сельсовета (Ильчимбетово): 3 км,
- ближайшей ж/д станции (Туймазы): 15 км.

## Население
| 2002 | 2009 | 2010 |
| ---- | ---- | ---- |
| 82   | ↘80  | ↗101 |

Национальный состав
Согласно переписи 2002 года, преобладающая национальность — башкиры (85 %).